# Лю Хуаньхуа
Лю Хуаньхуа (кит.: 刘焕华нар. 20 серпня 2001, Повіт Цзяхе, Ченьчжоу) — китайський важкоатлет, олімпійський чемпіон 2024 року.

## Результати
| Рік              | Місце                      | Вага             | Ривок            | Ривок            | Ривок            | Ривок            | Поштовх          | Поштовх          | Поштовх          | Поштовх          | Загалом          | Місце            |
| Рік              | Місце                      | Вага             | 1                | 2                | 3                | Місце            | 1                | 2                | 3                | Місце            | Загалом          | Місце            |
| Олімпійські ігри | Олімпійські ігри           | Олімпійські ігри | Олімпійські ігри | Олімпійські ігри | Олімпійські ігри | Олімпійські ігри | Олімпійські ігри | Олімпійські ігри | Олімпійські ігри | Олімпійські ігри | Олімпійські ігри | Олімпійські ігри |
| ---------------- | -------------------------- | ---------------- | ---------------- | ---------------- | ---------------- | ---------------- | ---------------- | ---------------- | ---------------- | ---------------- | ---------------- | ---------------- |
| 2024             | Париж, Франція             | до 102 кг        | 178              | 183              | 186              | Н/Д              | 220              | 228              | 233              | Н/Д              | 406              | 1                |
| Чемпіонат світу  |                            |                  |                  |                  |                  |                  |                  |                  |                  |                  |                  |                  |
| 2022             | Богота, Колумбія           | до 89 кг         | 160              | 166              | 171              | 6                | 205              | 211              | 215              | 2                | 381              | 3                |
| 2023             | Ер-Ріяд, Саудівська Аравія | до 102 кг        | 171              | 176              | 180              | 4                | 215              | 221              | 224              | 1                | 404              | 1                |
| Азійські ігри    |                            |                  |                  |                  |                  |                  |                  |                  |                  |                  |                  |                  |
| 2022             | Ханчжоу, Китай             | до 109 кг        | 175              | 180              | 185              | Н/Д              | 215              | 227              | 233              | Н/Д              | 418              | 1                |
| Чемпіонат Азії   |                            |                  |                  |                  |                  |                  |                  |                  |                  |                  |                  |                  |
| 2023             | Чінджу, Південна Корея     | до 96 кг         | 170              | 170              | 175              | 1                | 210              | 223              | 223              | 2                | 385              | 1                |